# Cultura da Tanzânia

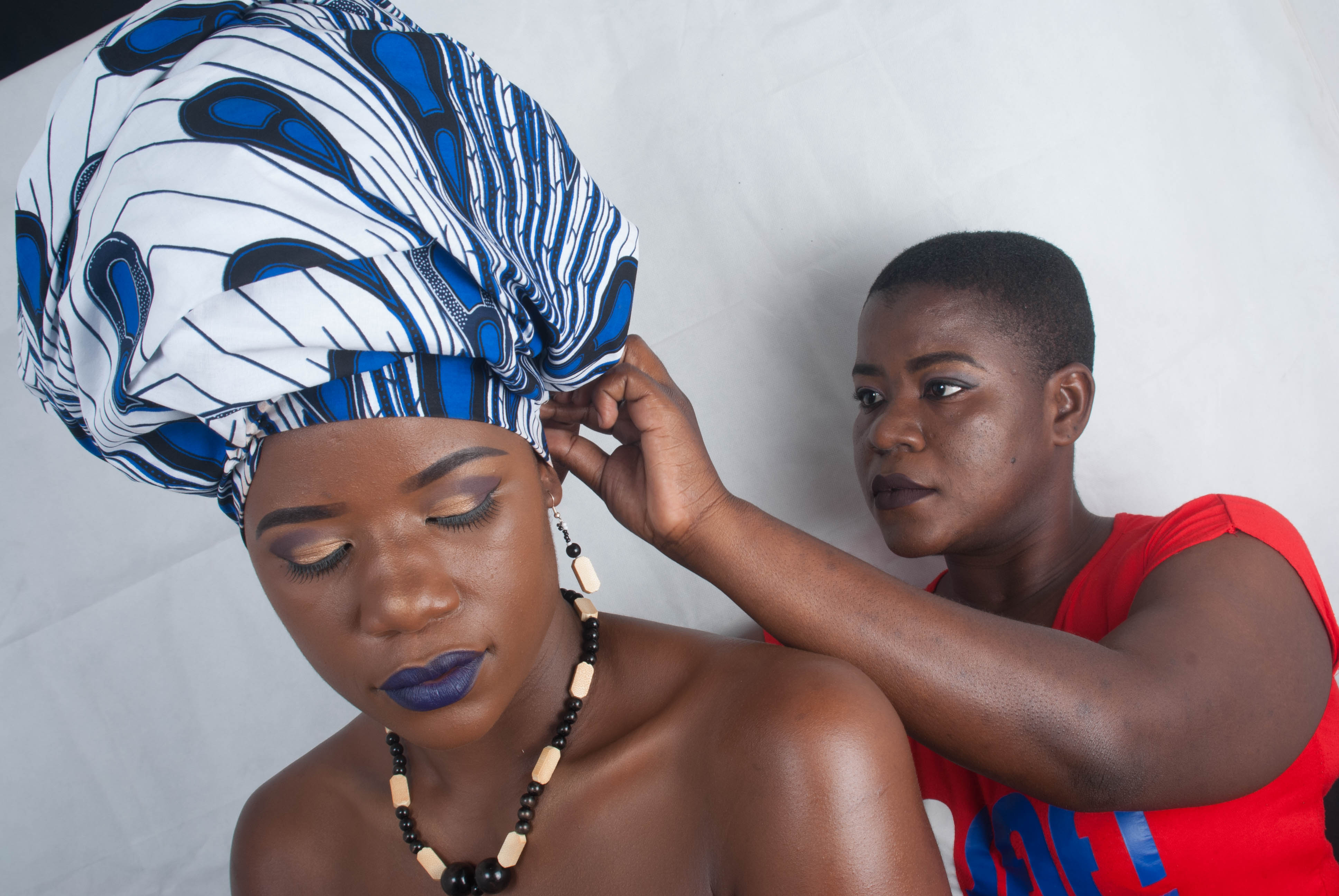
Interpretação moderna da tradição.

## Idiomas
Na Tanzânia, são faladas por volta de 100 línguas, a maioria delas da família Bantu. Após a independência, o governo reconheceu que isso representava um problema para a "unidade nacional”, e como resultado introduziu a língua suaíli em todas escolas primárias para ampliar a sua utilização. Swahili e inglês são as línguas oficiais, no entanto, a primeira é a língua nacional.

## Artes Visuais

### Escultura Tradicional
Durante a extensa história da Tanzânia, os mais de 130 grupos étnicos no território tanzaniano criaram inúmeros objetos culturais tanto para usos cotidianos quanto ritualísticos ou como indicadores de condição social. Tais objetos foram coletados desde o final do século XIX para entrarem nos acervos de alguns museus antropológicos e mais tarde, por museus da própria Tanzânia como o Museu Nacional de Dar es Salaam. Devido ao interesse nas artes tradicionais africanas, os colecionadores, artistas e curadores, esses objetos passaram a ser vistos como artefatos culturais.